# John Henry Haaren
John Henry Haaren (13. august 1855 – 23. september 1916) var en amerikansk historiker. 